# جيك دنوودي
جيك دنوودي (بالإنجليزية: Jake Dunwoody) هو لاعب كرة قدم بريطاني في مركز الوسط، ولد في 28 سبتمبر 1998 في غلوسوب ‏ في المملكة المتحدة. شارك مع منتخب أيرلندا الشمالية تحت 21 سنة لكرة القدم. أما مع النوادي، فقد لعب مع ستوك سيتي.

## وصلات خارجية
- جيك دنوودي على موقع قاعدة بيانات كرة القدم.إي يو (الإنجليزية)
- جيك دنوودي على موقع Soccerway.com (الإنجليزية)
- جيك دنوودي على موقع عالم كرة القدم.نت (الإنجليزية)